# Кир (ім'я)
Кир — чоловіче ім'я. Вважається канонічним як у православній, так і в католицькій традиції. Походить від грец. Κύρος — чоловічого імені, яке має дві версії походження: або від давньоперського імені Куруш (перс. کوروش بزرگ, давньоперс. ) — «як Сонце», «подібний Сонцю», або від грец. κύριος — «володар», «пан». До української потрапило через староцерковнослов'янське посередництво, разом з жіночою формою Кира (сучасна форма — Кіра).
Українські зменшені форми — Кирко, Кирусь.

## Іменини
- За православним календарем (новий стиль) — 21 січня, 13 лютого, 22 червня, 11 липня[2].
- За католицьким календарем — 31 січня, 14 липня[3].

## Відомі носії
- Святий Кир (II—III ст.) — християнський святий, мученик.
- Кир[en] (?—642) — патріарх Александрійський у 630—642.

### Сучасність
- Сайрус Байінгтон (1793—1868) — протестантський місіонер і першовідкривач в дослідженні мови індіанців чоктав.
- Сайрус Філд[en] (1819—1892) — американський промисловик, що фінансував прокладання трансатлантичного телеграфного кабелю
- Сайрус Ітон (1883—1979) — американський інвестиційний банкір, бізнесмен і меценат.
- Сайрус Лонгворт Ланделл (1907—1994) — американський ботанік та археолог.
- Сайрус Венс (1917—2002) — американський державний діяч.
- Кир Буличов (справжнє ім'я Ігор Всеволодович Можейко; 1934—2003) — радянський і російський письменник-фантаст
- Чіро Феррара (нар. 1967) — італійський футболіст
- Чиро Іммобіле (нар. 1990) — італійський футболіст
- Чиро Брагаля — хорватський літературознавець і публіцист

### Вигадані персонажі
- Сайрус Сміт — персонаж роману Жуля Верна «Таємничий острів».
- Сайрус Сімпсон — персонаж мультсеріалу «Сімпсони», брат Абрахама Сімпсона
- Сайрус Л'юпо — персонаж серіалу «Закон і порядок»